# Bari Palese Macchie
Bari Palese Macchie (wł. Stazione di Bari Palese Macchie) – przystanek kolejowy w Bari, w prowincji Bari, w regionie Apulia, we Włoszech. Znajduje się w dzielnicy Palese-Macchie.
Według klasyfikacji RFI ma kategorię srebrną.
Przystanek położony jest na linii Bari - Foggia i jest częścią kolei miejskiej w Bari.

## Linie kolejowe
- Adriatica